# Sankt Klemens
Sankt Klemens er en forstad i Odense S med 3.065 indbyggere  (2024), beliggende 15 km nordøst for Nørre Broby og 10 km syd centrum. Bydelen er vokset sammen med nabobydelen Bellinge via dennes bydel Bellingebro. Sankt Klemens grænser til Odense-bydelene Dyrup mod nordvest og Hjallese mod nordøst. Sankt Klemens deler postnummer 5260 med Fangel, Hjallese og Højby.

## Sogn og kirke
Sankt Klemens hører til Stenløse Sogn. Stenløse Kirke ligger i den gamle landsby Stenløse, som er vokset sammen med Sankt Klemens. Kirken var helliget St. Clemens. ½ km nordvest for kirken nævner målebordsbladet en Sct. Clemens Kilde.

## Faciliteter
- Skt. Klemensskolen har 430 elever, fordelt på 0.-9. klassetrin. 140 børn er tilmeldt SFO, og indtil 4. årgang tilbyder skolen SFO2.Til skolen er knyttet idrætshal, store grønne arealer og multibane. I skolegården er der cykelbane.[3]
- Stenløse Sogns Lokalhistoriske Arkiv holder til på skolen og har udgivet fyldige årsskrifter siden 1992.[4]

- Skt. Klemens-Fangel Idrætsforening (SKFIF) har en fodboldafdeling, med knap 200 medlemmer[5] og en gymnastikafdeling med ca. 220 voksne medlemmer og ca. 150 børn.[6]
- Gymnasterne og Skt. Klemens Badmintonklub[7] træner i skolens gymnastiksal eller i Skt. Klemens Hallen.
- Enkelte gymnastikhold træner dog i fælleshuset i Skt. Klemensparken, der er en boligafdeling under Arbejdernes Boligforening Odense. Fælleshuset kan lejes af boligforeningens medlemmer og kan rumme op til 80 personer.[8]
- Stenløse Forsamlingshus blev oprettet i den gamle landsby i 1904. Det har en stor sal til 90 personer og en lille sal til 30 personer.[9]
- Rulkedalen Børnehus er normeret til 40 børn i børnehaven og 12 i vuggestuen.[10]. Skt. Klemens Private Børnehave & Vuggestue har 16 ansatte.[11]
- Byen har to supermarkeder.

## Historie

### Navnet
Stenløse er nævnt første gang 1277-1286 i formen Stenløsæ. Forleddet er navneordet sten, som hentyder til det tykke lag af frådsten (kildekalk), der er aflejret ved Odense Å. Efterleddet er løse, der betyder eng eller græsgang.

### Jernbanen
Stenløse havde station på Odense-Nørre Broby-Faaborg Jernbane (1906-1954). Stationen blev lagt ½ km vest for Stenløse landsby. Da der i forvejen var en Stenløse Station på Frederikssundbanen, blev stationen opkaldt efter Stenløse Kirke. Målebordsbladet har den gamle stavemåde Sct. Clemens på stationen. Bebyggelsen ved stationen kom så til at hedde Sankt Klemens. Byen voksede stærkt, især efter banens tid.
Stationsbygningen, der er tegnet af arkitekt Emanuel Monberg, er bevaret på Svenstrupvej 29 B. Banens tracé er bevaret som to korte stier: gennem Svenstrupskoven mellem Sankt Klemens Vej 73 og Norddalen og fra Skovbakkevænget mod nordøst ind i Stenløse Skov.